# Чемпионат Аргентины по футболу
Чемпионат Аргентины по футболу (исп. Campeonato de Primera División), с сезона 2020 называется Профессиональная футбольная лига (исп. Liga Profesional de Fútbol) — соревнование по футболу среди клубов Аргентины, где выявляется чемпион страны и участники международных клубных соревнований. Чемпионат Аргентины традиционно считается одним из сильнейших чемпионатов в мировом футболе, наряду с первенствами Бразилии, Англии, Испании, Италии и Германии.
Чемпионат (как и кубок) Аргентины по футболу единственный в КОНМЕБОЛ, где сезон проводится по системе «осень-весна» (календарной).

## История
В 1891 году была основана Аргентинская футбольная лига — первая футбольная лига в Южной Америке, причём созданная раньше, чем любая футбольная лига в континентальной Европе. В чемпионате Аргентины 1891 года сыграло пять клубов, чемпионом стал футбольный клуб «Сент-Эндрюс». 
Профессиональные чемпионаты стали проводиться с 1931 года и, в отличие, например, от Италии, при подсчёте чемпионских титулов в Аргентине не учитывают[кто?] допрофессиональную эпоху. В 1931—1966 годах чемпион страны определялся по обычной двухкруговой системе. В 1967—1985 годах за год проводилось по два турнира — Метрополитано и Насьональ. Чемпионства в этих турнирах были равноценными. Например — «Индепендьенте» (Авельянеда) — чемпион Аргентины 1970 года (Насьональ), а «Ривер Плейт» — чемпион Аргентины 1977 года (Метрополитано).
В 1980-х годах прошло пять чемпионатов по «псевдо-европейской» системе — с сезона 1986/87 по 1990/91. За один сезон выявлялся один чемпион, но эта система не прижилась. Эта система была схожа с европейской только по срокам, на самом же деле это была система «весна-осень», с учётом того, что Аргентина находится в Южном полушарии.
С 1991 по 2012 год за сезон проводилось по два отдельных чемпионата. Назывались они Апертура (Открытие) и Клаусура (Закрытие). Фактически чемпионом объявлялся победитель одного круга первенства с участием 20 команд. Апертура проходила во второй половине календарного года, Клаусура — в начале следующего года, что говорит о том, что сезонность в Аргентине соблюдалась «псевдо-европейская».
В 2012 году началась реформа чемпионата. Первая половина сезона была переименована из Апертуры в «Инисиаль» («Начальный»), а вторая — из Клаусуры в «Финаль» («Конечный»), формат их розыгрыша не изменился. Победители этих чемпионатов разыграли титул «абсолютного чемпиона сезона». Также «абсолютный чемпион» получил право сразиться с победителем Кубка Аргентины за Суперкубок страны. В изначальном варианте новых правил указывалось, что чемпион в стране за сезон будет лишь один. Затем в регламент было внесено изменение, согласно которому «победители» (ganadores) (но не «чемпионы») турниров Инисиаль и Финаль объявлялись «чемпионами» (campeones) соответствующих турниров, однако статус матча за Суперкубок никак не изменился. Позже на официальном сайте АФА появился список чемпионов Аргентины, в котором победители Инисиаля и Финаля уравнивались с абсолютным чемпионом («Велес Сарсфилд», таким образом, за сезон завоевал сразу два титула чемпиона Аргентины, причём для завоевания второго ему потребовалось лишь обыграть победителя Финаля «Ньюэллс Олд Бойз»).
Эта несправедливость была устранена в следующем розыгрыше. Победители Инисиаля и Финаля по-прежнему рассматривались в качестве чемпионов Аргентины, но в матчах за чемпионский Кубок между этими командами разыгрывалось лишь право сыграть за Суперкубок Аргентины с обладателем Кубка. Такая система просуществовала лишь один сезон.
Во второй половине 2014 года состоялся переходный однокруговой чемпионат Аргентины (Campeonato de Primera División 2014 (Argentina) или Torneo Transición 2014), по итогам которого из Примеры не вылетела ни одна команда. С 2015 года чемпионат стал проходить в рамках одного календарного года. Вновь в Аргентине будет выявляться лишь один чемпион за сезон. Число участников Примеры расширилось до 30 клубов за счёт команд из Примеры B Насьональ. Было объявлено, что в последующие годы число команд в элитном дивизионе будет сокращаться, однако в 2016 году их число осталось прежним. В сезоне 2017/18 (в котором турнир стал называться «Суперлигой») число участников сократилось до 28. В сезоне 2018/19 в Суперлиге выступят 26 команд.

Логотип Суперлиги (2017—2020)

В сезонах 2017/18—2019/20 элитный эшелон аргентинского футбола назывался Суперлига. В середине 2020 года была организована новая Профессиональная футбольная лига (исп. Liga Profesional de Fútbol).

## Формат
В сезоне соревнуются 28 команд (последнее расширение с 26 команд произошло в 2022 году), и все они играют друг с другом в одном турнире (в общей сложности 27 туров) по круговой системе. «Fecha de clásicos» (дополнительное местное состязание в класико) было отменено в сезоне 2018/19.

### Вылет и повышение
Вылет происходит по системе усреднения показателей команд. В конце сезона четыре команды с худшими средними показателями за три года вылетают во вторую по силе лигу (Примера B Насьональ), а победитель и призёр Примеры В Насьональ переходит в Примеру.
Чемпион Примеры получает право сыграть в Суперкубке против обладателя Кубка Аргентины, а также в Трофее чемпионов против обладателя Кубка Профессиональной лиги.

### Международные соревнования
По состоянию на сезон 2017/18 пять команд из Аргентины имеют право играть в Кубке Либертадорес. Чемпион Примеры автоматически попадает в турнир. Остальные четыре команды, занявшие места со 2-го по 5-е, также имеют право участвовать в Кубке. Команды, занявшие 2-4 место в таблице, квалифицируются для участия в групповом этапе, а команда, занявшая 5-е место, попадает в первый квалификационный раунд.
Для участия в Южноамериканском кубке у Аргентины есть шесть мест, в их число попадают первые пять команд, а клубы, занявшие 6-11 место в таблице по итогам сезона, играют в плей-офф, чтобы выявить ещё одного представителя Аргентины в турнире.

### Лимит на легионеров
С начала 2018 года для всех клубов Суперлиги было установлено ограничение на легионеров — не более шести в заявке на сезон, и не более пяти иностранцев в заявке на отдельный матч. Лимит на легионеров сохранился и в Профессиональной футбольной лиге.

## Участники сезона 2022
1. Альдосиви (Мар-дель-Плата)
2. Арсенал (Саранди) (Большой Буэнос-Айрес)
3. Архентинос Хуниорс (Буэнос-Айрес)
4. Атлетико Тукуман (Сан-Мигель-де-Тукуман)
5. Банфилд (Банфилд) (Большой Буэнос-Айрес)
6. Барракас Сентраль (Буэнос-Айрес)
7. Бока Хуниорс (Буэнос-Айрес)
8. Велес Сарсфилд (Буэнос-Айрес)
9. Годой-Крус (Мендоса)
10. Дефенса и Хустисия (Флоренсио-Варела) (Большой Буэнос-Айрес)
11. Индепендьенте (Авельянеда) (Большой Буэнос-Айрес)
12. Колон (Санта-Фе)
13. Ланус (Ланус) (Большой Буэнос-Айрес)
14. Ньюэллс Олд Бойз (Росарио)
15. Патронато (Парана)
16. Платенсе (Флорида) (Висенте-Лопес)
17. Расинг (Авельянеда) (Большой Буэнос-Айрес)
18. Ривер Плейт (Буэнос-Айрес)
19. Росарио Сентраль (Росарио)
20. Сан-Лоренсо де Альмагро (Буэнос-Айрес)
21. Сармьенто (Хунин)
22. Сентраль Кордова (Сантьяго-дель-Эстеро)
23. Тальерес (Кордова)
24. Тигре (Виктория) (Большой Буэнос-Айрес)
25. Унион (Санта-Фе)
26. Уракан (Буэнос-Айрес)
27. Химнасия и Эсгрима (Ла-Плата)
28. Эстудиантес (Ла-Плата)

## Призёры
| Год                | Чемпион                 | Второе место            | Третье место            |
| ------------------ | ----------------------- | ----------------------- | ----------------------- |
| 1931               | Бока Хуниорс (50)       | Сан-Лоренсо (45)        | Эстудиантес (44)        |
| 1932               | Ривер Плейт (50)        | Индепендьенте (50)      | Расинг Авельянеда (49)  |
| 1933               | Сан-Лоренсо (50)        | Бока Хуниорс (49)       | Расинг Авельянеда (48)  |
| 1934               | Бока Хуниорс (55)       | Индепендьенте (54)      | Сан-Лоренсо (51)        |
| 1935               | Бока Хуниорс (58)       | Индепендьенте (55)      | Сан-Лоренсо (49)        |
| 1936 (Честь)       | Сан-Лоренсо (28)        | Бока Хуниорс (25)       | Уракан (24)             |
| 1936 (Чемп.)       | Ривер Плейт (28)        | Сан-Лоренсо (24)        | Расинг Авельянеда (23)  |
| 1936 (ЗК)          | Ривер Плейт             | Сан-Лоренсо             | —                       |
| 1937               | Ривер Плейт (58)        | Индепендьенте (52)      | Бока Хуниорс (45)       |
| 1938               | Индепендьенте (53)      | Ривер Плейт (51)        | Сан-Лоренсо (43)        |
| 1939               | Индепендьенте (56)      | Ривер Плейт (50)        | Уракан (50)             |
| 1940               | Бока Хуниорс (55)       | Индепендьенте (47)      | Ривер Плейт (42)        |
| 1941               | Ривер Плейт (44)        | Сан-Лоренсо (40)        | Ньюэллс Олд Бойз (38)   |
| 1942               | Ривер Плейт (46)        | Сан-Лоренсо (40)        | Уракан (37)             |
| 1943               | Бока Хуниорс (45)       | Ривер Плейт (44)        | Сан-Лоренсо (35)        |
| 1944               | Бока Хуниорс (46)       | Ривер Плейт (44)        | Эстудиантес (39)        |
| 1945               | Ривер Плейт (46)        | Бока Хуниорс (42)       | Индепендьенте (41)      |
| 1946               | Сан-Лоренсо (46)        | Бока Хуниорс (42)       | Ривер Плейт (41)        |
| 1947               | Ривер Плейт (48)        | Бока Хуниорс (42)       | Индепендьенте (41)      |
| 1948               | Индепендьенте (41)      | Ривер Плейт (37)        | Эстудиантес (36)        |
| 1949               | Расинг Авельянеда (49)  | Ривер Плейт (43)        | Платенсе (43)           |
| 1950               | Расинг Авельянеда (47)  | Бока Хуниорс (39)       | Индепендьенте (39)      |
| 1951               | Расинг Авельянеда (44)  | Банфилд (44)            | Ривер Плейт (43)        |
| 1952               | Ривер Плейт (40)        | Расинг Авельянеда (39)  | Индепендьенте (35)      |
| 1953               | Ривер Плейт (43)        | Велес Сарсфилд (39)     | Расинг Авельянеда (39)  |
| 1954               | Бока Хуниорс (45)       | Индепендьенте (41)      | Ривер Плейт (38)        |
| 1955               | Ривер Плейт (45)        | Расинг Авельянеда (38)  | Бока Хуниорс (37)       |
| 1956               | Ривер Плейт (43)        | Ланус (41)              | Бока Хуниорс (40)       |
| 1957               | Ривер Плейт (46)        | Сан-Лоренсо (38)        | Расинг Авельянеда (36)  |
| 1958               | Расинг Авельянеда (41)  | Бока Хуниорс (38)       | Сан-Лоренсо (38)        |
| 1959               | Сан-Лоренсо (45)        | Расинг Авельянеда (38)  | Индепендьенте (33)      |
| 1960               | Индепендьенте (41)      | Ривер Плейт (39)        | Архентинос Хуниорс (39) |
| 1961               | Расинг Авельянеда (47)  | Сан-Лоренсо (49)        | Ривер Плейт (38)        |
| 1962               | Бока Хуниорс (43)       | Ривер Плейт (41)        | Химнасия Ла-Плата (38)  |
| 1963               | Индепендьенте (37)      | Ривер Плейт (35)        | Расинг Авельянеда (39)  |
| 1964               | Бока Хуниорс (44)       | Индепендьенте (38)      | Ривер Плейт (37)        |
| 1965               | Бока Хуниорс (50)       | Ривер Плейт (49)        | Велес Сарсфилд (40)     |
| 1966               | Расинг Авельянеда (61)  | Ривер Плейт (56)        | Бока Хуниорс (48)       |
| 1967 (М)           | Эстудиантес             | Расинг Авельянеда       | Платенсе                |
| 1967 (Н)           | Индепендьенте (26)      | Эстудиантес (24)        | Велес Сарсфилд (20)     |
| 1968 (М)           | Сан-Лоренсо             | Эстудиантес             | Велес Сарсфилд          |
| 1968 (Н)           | Велес Сарсфилд (22)     | Ривер Плейт (22)        | Расинг Авельянеда (22)  |
| 1969 (М)           | Чакарита Хуниорс        | Ривер Плейт             | Расинг Авельянеда       |
| 1969 (Н)           | Бока Хуниорс (29)       | Ривер Плейт (27)        | Сан-Лоренсо (27)        |
| 1970 (М)           | Индепендьенте (27)      | Ривер Плейт (27)        | Сан-Лоренсо (25)        |
| 1970 (Н)           | Бока Хуниорс            | Росарио Сентраль        | Чакарита Хуниорс        |
| 1971 (М)           | Индепендьенте (50)      | Велес Сарсфилд (49)     | Чакарита Хуниорс (46)   |
| 1971 (Н)           | Росарио Сентраль        | Сан-Лоренсо             | Индепендьенте           |
| 1972 (М)           | Сан-Лоренсо (49)        | Расинг Авельянеда (43)  | Уракан (40)             |
| 1972 (Н)           | Сан-Лоренсо             | Ривер Плейт             | Бока Хуниорс            |
| 1973 (М)           | Уракан (46)             | Бока Хуниорс (42)       | Сан-Лоренсо (40)        |
| 1973 (Н)           | Росарио Сентраль        | Ривер Плейт             | Атланта                 |
| 1974 (М)           | Ньюэллс Олд Бойз        | Росарио Сентраль        | Бока Хуниорс            |
| 1974 (Н)           | Сан-Лоренсо             | Росарио Сентраль        | Велес Сарсфилд          |
| 1975 (М)           | Ривер Плейт (55)        | Уракан (51)             | Бока Хуниорс (50)       |
| 1975 (Н)           | Ривер Плейт             | Эстудиантес             | Сан-Лоренсо             |
| 1976 (М)           | Бока Хуниорс            | Уракан                  | Эстудиантес             |
| 1976 (Н)           | Бока Хуниорс            | Ривер Плейт             | Уракан                  |
| 1977 (М)           | Ривер Плейт (63)        | Индепендьенте (61)      | Велес Сарсфилд (56)     |
| 1977 (Н)           | Индепендьенте           | Тальерес Кордова        | Эстудиантес             |
| 1978 (М)           | Кильмес (54)            | Бока Хуниорс (53)       | Унион Санта-Фе (52)     |
| 1978 (Н)           | Индепендьенте           | Ривер Плейт             | Унион Санта-Фе          |
| 1979 (М)           | Ривер Плейт             | Велес Сарсфилд          | Росарио Сентраль        |
| 1979 (Н)           | Ривер Плейт             | Унион Санта-Фе          | Росарио Сентраль        |
| 1980 (М)           | Ривер Плейт (51)        | Архентинос Хуниорс (42) | Тальерес Кордова (41)   |
| 1980 (Н)           | Росарио Сентраль        | Расинг (Кордова)        | Ньюэллс Олд Бойз        |
| 1981 (М)           | Бока Хуниорс (50)       | Феррокарриль Оэсте (49) | Ньюэллс Олд Бойз (39)   |
| 1981 (Н)           | Ривер Плейт             | Феррокарриль Оэсте      | Индепендьенте           |
| 1982 (Н)           | Феррокарриль Оэсте      | Кильмес                 | Тальерес Кордова        |
| 1982 (М)           | Эстудиантес (54)        | Индепендьенте (52)      | Бока Хуниорс (48)       |
| 1983 (Н)           | Эстудиантес             | Индепендьенте           | Архентинос Хуниорс      |
| 1983 (М)           | Индепендьенте (48)      | Сан-Лоренсо (47)        | Феррокарриль Оэсте (46) |
| 1984 (Н)           | Феррокарриль Оэсте      | Ривер Плейт             | Сан-Лоренсо             |
| 1984 (М)           | Архентинос Хуниорс (51) | Феррокарриль Оэсте (50) | Эстудиантес (48)        |
| 1985 (Н)           | Архентинос Хуниорс      | Велес Сарсфилд          | Ривер Плейт             |
| 1985/86            | Ривер Плейт (56)        | Ньюэллс Олд Бойз (46)   | Депортиво Эспаньол (46) |
| 1986/87            | Росарио Сентраль (49)   | Ньюэллс Олд Бойз (48)   | Индепендьенте (47)      |
| 1987/88            | Ньюэллс Олд Бойз (55)   | Сан-Лоренсо (49)        | Расинг Авельянеда (48)  |
| 1988/89            | Индепендьенте (84)      | Бока Хуниорс (76)       | Депортиво Эспаньол (68) |
| 1989/90            | Ривер Плейт (53)        | Индепендьенте (46)      | Бока Хуниорс (43)       |
| 1990 (А)/ 1991 (К) | Ньюэллс Олд Бойз1       | Бока Хуниорс            | —                       |
| 1991 (А)           | Ривер Плейт (31)        | Бока Хуниорс (24)       | Сан-Лоренсо (22)        |
| 1992 (К)           | Ньюэллс Олд Бойз (29)   | Велес Сарсфилд (27)     | Депортиво Эспаньол (27) |
| 1992 (А)           | Бока Хуниорс (27)       | Ривер Плейт (23)        | Сан-Лоренсо (23)        |
| 1993 (К)           | Велес Сарсфилд (27)     | Индепендьенте (24)      | Ривер Плейт (23)        |
| 1993 (А)           | Ривер Плейт (24)        | Велес Сарсфилд (23)     | Расинг Авельянеда (23)  |
| 1994 (К)           | Индепендьенте (26)      | Уракан (25)             | Росарио Сентраль (23)   |
| 1994 (А)           | Ривер Плейт (31)        | Сан-Лоренсо (26)        | Велес Сарсфилд (24)     |
| 1995 (К)           | Сан-Лоренсо (30)        | Химнасия Ла-Плата (29)  | Велес Сарсфилд (28)     |
| 1995 (А)           | Велес Сарсфилд (41)     | Расинг Авельянеда (35)  | Ланус (35)              |
| 1996 (К)           | Велес Сарсфилд (40)     | Химнасия Ла-Плата (39)  | Ланус (34)              |
| 1996 (А)           | Ривер Плейт (46)        | Индепендьенте (37)      | Ланус (37)              |
| 1997 (К)           | Ривер Плейт (41)        | Колон (Санта-Фе) (35)   | Ньюэллс Олд Бойз (35)   |
| 1997 (А)           | Ривер Плейт (45)        | Бока Хуниорс(44)        | Росарио Сентраль (35)   |
| 1998 (К)           | Велес Сарсфилд (46)     | Ланус (40)              | Химнасия Ла-Плата (37)  |
| 1998 (А)           | Бока Хуниорс (45)       | Химнасия Ла-Плата (36)  | Расинг Авельянеда (33)  |
| 1999 (К)           | Бока Хуниорс (44)       | Ривер Плейт (37)        | Сан-Лоренсо (36)        |
| 1999 (А)           | Ривер Плейт (44)        | Росарио Сентраль (43)   | Бока Хуниорс (41)       |
| 2000 (К)           | Ривер Плейт (42)        | Индепендьенте (36)      | Колон (Санта-Фе) (36)   |
| 2000 (А)           | Бока Хуниорс (41)       | Ривер Плейт (37)        | Химнасия Ла-Плата (37)  |
| 2001 (К)           | Сан-Лоренсо (47)        | Ривер Плейт (41)        | Бока Хуниорс (30)       |
| 2001 (А)           | Расинг Авельянеда (42)  | Ривер Плейт (41)        | Бока Хуниорс (33)       |
| 2002 (К)           | Ривер Плейт (43)        | Химнасия Ла-Плата (37)  | Бока Хуниорс (35)       |
| 2002 (А)           | Индепендьенте (43)      | Бока Хуниорс (40)       | Ривер Плейт (36)        |
| 2003 (К)           | Ривер Плейт (43)        | Бока Хуниорс (39)       | Велес Сарсфилд (38)     |
| 2003 (А)           | Бока Хуниорс (39)       | Сан-Лоренсо (36)        | Банфилд (32)            |
| 2004 (К)           | Ривер Плейт (40)        | Бока Хуниорс (36)       | Тальерес Кордова (35)   |
| 2004 (А)           | Ньюэллс Олд Бойз (36)   | Велес Сарсфилд (34)     | Ривер Плейт (33)        |
| 2005 (К)           | Велес Сарсфилд (39)     | Банфилд (33)            | Расинг Авельянеда (32)  |
| 2005 (А)           | Бока Хуниорс (40)       | Химнасия Ла-Плата (37)  | Велес Сарсфилд (33)     |
| 2006 (К)           | Бока Хуниорс (43)       | Ланус (35)              | Ривер Плейт (34)        |
| 2006 (А)           | Эстудиантес (44)        | Бока Хуниорс (44)       | Ривер Плейт (38)        |
| 2007 (К)           | Сан-Лоренсо (45)        | Бока Хуниорс (39)       | Эстудиантес (37)        |
| 2007 (А)           | Ланус (38)              | Тигре (34)              | Банфилд (32)            |
| 2008 (К)           | Ривер Плейт (43)        | Бока Хуниорс (39)       | Эстудиантес (39)        |
| 2008 (А)           | Бока Хуниорс (39)       | Тигре (39)              | Сан-Лоренсо (39)        |
| 2009 (К)           | Велес Сарсфилд (40)     | Уракан (38)             | Ланус (38)              |
| 2009 (А)           | Банфилд (41)            | Ньюэллс Олд Бойз (39)   | Колон (Санта-Фе) (34)   |
| 2010 (К)           | Архентинос Хуниорс (41) | Эстудиантес (40)        | Годой Крус (37)         |
| 2010 (А)           | Эстудиантес (45)        | Велес Сарсфилд (43)     | Арсенал Саранди (32)    |
| 2011 (К)           | Велес Сарсфилд (39)     | Ланус (35)              | Годой Крус (34)         |
| 2011 (А)           | Бока Хуниорс (43)       | Расинг Авельянеда (31)  | Велес Сарсфилд (31)     |
| 2012 (К)           | Арсенал (38)            | Тигре (36)              | Велес Сарсфилд (33)     |
| 2012 (И)           | Велес Сарсфилд (41)     | Ньюэллс Олд Бойз (36)   | Бельграно (36)          |
| 2013 (Ф)           | Ньюэллс Олд Бойз (38)   | Ривер Плейт (35)        | Ланус (33)              |
| 2012/13 (Ч)        | Велес Сарсфилд          | Ньюэллс Олд Бойз        | —                       |
| 2013/14 (И)        | Сан-Лоренсо (33)        | Ланус (31)              | Велес Сарсфилд (31)     |
| 2013/14 (Ф)        | Ривер Плейт (37)        | Бока Хуниорс (32)       | Эстудиантес (32)        |
| 2014               | Расинг Авельянеда (41)  | Ривер Плейт (39)        | Ланус (35)              |
| 2015               | Бока Хуниорс (64)       | Сан-Лоренсо (61)        | Росарио Сентраль (59)   |
| 2016               | Ланус                   | Сан-Лоренсо             | Эстудиантес             |
| 2016/17            | Бока Хуниорс (63)       | Ривер Плейт (56)        | Эстудиантес (56)        |
| 2017/18            | Бока Хуниорс (58)       | Годой-Крус (56)         | Сан-Лоренсо (50)        |
| 2018/19            | Расинг Авельянеда (57)  | Дефенса и Хустисия (53) | Бока Хуниорс (51)       |
| 2019/20            | Бока Хуниорс (57)       | Ривер Плейт (53)        | Велес Сарсфилд (51)     |
| 2021               | Ривер Плейт (54)        | Дефенса и Хустисия (47) | Тальерес Кордова (46)   |
| 2022               | Бока Хуниорс (52)       | Расинг Авельянеда (50)  | Ривер Плейт (47)        |
| 2023               | Ривер Плейт             |                         |                         |
| 2024               | Велес Сарсфилд          | Тальерес Кордоба        | Расинг Авельянеда       |

- 1936 — (Честь), (Чемп.) и ЗК — «Кубок чести», «Кубок чемпионата», «Золотой кубок» соответственно
- 1967—1985 — (М) и (Н) — Метрополитано и Насьональ
- 1991—2012 — (А) и (К) — Апертура и Клаусура
- 2012—2014 — (И) и (Ф) — Инисиаль и Финаль
- 2013 — (Ч) — Чемпион сезона

## Выступления по клубам

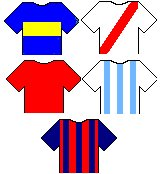
«Большая аргентинская пятёрка» — Бока Хуниорс, Ривер Плейт, Индепендьенте, Расинг и Сан-Лоренсо

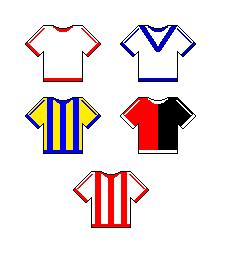
«Вторая аргентинская пятёрка» — Уракан, Велес Сарсфилд, Росарио Сентраль, Ньюэллс Олд Бойз и Эстудиантес

| Клуб                       | Чемпионств |
| -------------------------- | ---------- |
| Ривер Плейт БА             | 38         |
| Бока Хуниорс БА            | 29         |
| Индепендьенте (Авельянеда) | 14         |
| Сан-Лоренсо де Альмагро БА | 12         |
| Велес Сарсфилд БА          | 11         |
| Расинг (Авельянеда)        | 9          |
| Ньюэллс Олд Бойз (Росарио) | 6          |
| Эстудиантес (Ла-Плата)     | 5          |
| Росарио Сентраль           | 4          |
| Архентинос Хуниорс БА      | 3          |
| Ланус                      | 2          |
| Феррокарриль Оэсте БА      | 2          |
| Уракан БА                  | 1          |
| Чакарита Хуниорс БА        | 1          |
| Кильмес                    | 1          |
| Банфилд БА                 | 1          |
| Арсенал (Саранди)          | 1          |

## Бомбардиры
| Игрок                 | Сезоны    | Голов | Игр | За клубы                                                       |
| --------------------- | --------- | ----- | --- | -------------------------------------------------------------- |
| Арсенио Эрико         | 1934-47   | 293   | 332 | Индепендьенте                                                  |
| Анхель Амадео Лабруна | 1939-59   | 293   | 515 | Ривер Плейт                                                    |
| Эрминио Масантонио    | 1931-44   | 256   | 356 | Уракан, Банфилд (2)                                            |
| Мануэль Пелегрина     | 1938-56   | 231   | 490 | Эстудиантес, Уракан (10)                                       |
| Хосе Санфилиппо       | 1953-73   | 227   | 330 | Сан-Лоренсо, Банфилд (19), Бока Хуниорс (7)                    |
| Мартин Палермо        | 1992-2011 | 227   | 408 | Бока Хуниорс, Эстудиантес (34)                                 |
| Рикардо Инфанте       | 1942-61   | 217   | 439 | Эстудиантес, Уракан (31), Химнасия ЛП (6)                      |
| Оскар Мас             | 1964-85   | 215   | 429 | Ривер Плейт, Мариано Морено (7), Сармьенто Х. (6), Кильмес (3) |
| Бернабе Феррейра      | 1931-39   | 206   | 197 | Ривер Плейт, Тигре (19)                                        |
| Карлос Бьянки         | 1967-84   | 206   | 324 | Велес Сарсфилд                                                 |